# Le Chemin des falaises
 (février 2019).
Le Chemin des falaises est un roman de Marie-Bernadette Dupuy publié en 2007. C'est le deuxième tome de la saga le Moulin du loup, qui en compte sept. 

## Résumé
En 1905 vers le moulin, Jean sauve Denis, fils de Bertrand, de la noyade. Puis il retrouve Léon, marié à Raymonde, servante, et les autres, et repart. Un jour, il revient avec Teresa, de Auch, où ils vivent. Ils remmènent Faustine. Claire va à Auch. Jean dit l'aimer et la laisse remmener Faustine. Il quitte Teresa et revient au moulin. Colin l'engage. Bertille découche avec Bertrand et Tiennette avec Gontran, ouvrier. Claire épouse Jean. Blanche, jumelle inconnue de Jean, séparée de Jean à la naissance, lui amène son héritage. Basile meurt. Jean découvre l'adultère de Tiennette, le dit et chasse Gontran qui se venge sur Blanche mais le chien la sauve. En 1908 il a 3 bébés avec une louve. Hector, ami de Victor, en tue 2 et la mère. Claire adopte l'autre. Raymonde a Thérèse. En 1910 Jean, Claire, Faustine et Blanche vont dans son manoir normand puis chez Norbert. Faustine découvre son histoire. Jean se fâche avec Blanche. Ils rentrent sans elle. Elle revient, s'installe au bourg où elle est instit, se fiance avec Victor et renoue avec Jean. En 1912 la louve, avec Faustine, trouve le corps d'Albert, suicidé, conscrit et amoureux de Faustine. Jean la frappe, elle fait une commotion et Matthieu le hait. Jean et Blanche financent la mutation du manoir de Blanche en hospice. En 1914 Tiennette a Arthur. Jean, Léon, Bertrand, Guillaume et les ouvriers sont mobilisés. Bertille revient au moulin. Guillaume meurt. Faustine apprend à lire à Marguerite, servante de Bertrand. En 1915 Colin se tue. Bertrand rentre mutilé. Bertille l'épouse. Matthieu est mobilisé. Claire gère les chèvres et les terres. En 1917 Bertille a Clara. Denis est mobilisé. Tiennette fréquente de nouveau Gontran, père d'Arthur. Nicolas s'exile à Bordeaux. En 1918 Léon est prisonnier en Allemagne. Faustine est instit à Angoulême. Matthieu rentre blessé. Jean et Denis rentrent.